# Sepia subplana
Sepia subplana is een inktvissensoort uit de familie van de Sepiidae. De wetenschappelijke naam van de soort is voor het eerst geldig gepubliceerd in 2001 door C.C. Lu & Boucher-Rodoni.